# Rhinogobius vermiculatus
Rhinogobius vermiculatus és una espècie de peix de la família dels gòbids i de l'ordre dels perciformes.

## Morfologia
- Els mascles poden assolir 3,5 cm de longitud total.[1]

## Hàbitat
És un peix d'aigua dolça i de clima tropical.

## Distribució geogràfica
Es troba a Àsia: conca del riu Nam Ma (Laos).

## Observacions
És inofensiu per als humans.